# 高场镇
高场镇，是中华人民共和国四川省宜宾市叙州区下辖的一个乡镇级行政单位。

## 行政区划
高场镇下辖以下地区：
高场社区、拥护村、茶林村、公民村、涂坝村、大华村、青陈村、统山村、凉山村、七井村、丰收村、同乐村、大明社区村、证明村、高村、鱼池村、东升村、青山村、富荣村和乐安村。